# Dániel Bali
Dániel Bali (ur. w 1996 w Szombathely) – węgierski aerobik, dwukrotny medalista World Games, wielokrotny medalista mistrzostw świata, złoty medalista igrzysk europejskich, trzykrotny mistrz Europy.
W 2015 roku zdobył złoty medal igrzysk europejskich w Baku w zawodach grupowych. Dwa lata później na World Games we Wrocławiu zdobył srebrny medal w parach mieszanych z Dorą Hegyi oraz brązowy – w grupie.